# Zamor
Pour les articles homonymes, voir Zamor (homonymie).
 (avril 2018).
Zamor (prononcer : \zɛmɔʁ\), né vers 1762 à Chittagong (Bengale, actuel Bangladesh), baptisé sous le prénom de Louis-Benoît et mort le 5 février 1820 à Paris, est un esclave français. C'est probablement un Siddi.
Capturé à l'âge de 11 ans par des Anglais, il est offert à Madame du Barry qui l'emploie comme page. À la Révolution, il embrasse le parti des jacobins. Il dénonce sa maîtresse au Comité de salut public, ce qui (entre autres) la conduit à l'échafaud. Emprisonné par les girondins puis libéré, il s'exile. Rentré en France après l'Empire, il meurt à Paris.

## Biographie

### Jeunesse
Zamor naît vers 1762 à Chittagong, au Bengale. Il pourrait être un Siddi, peuple descendant des Bantous, ce qui expliquerait que Madame du Barry le croie africain. En 1773, âgé de 11 ans, il est capturé par des esclavagistes anglais.

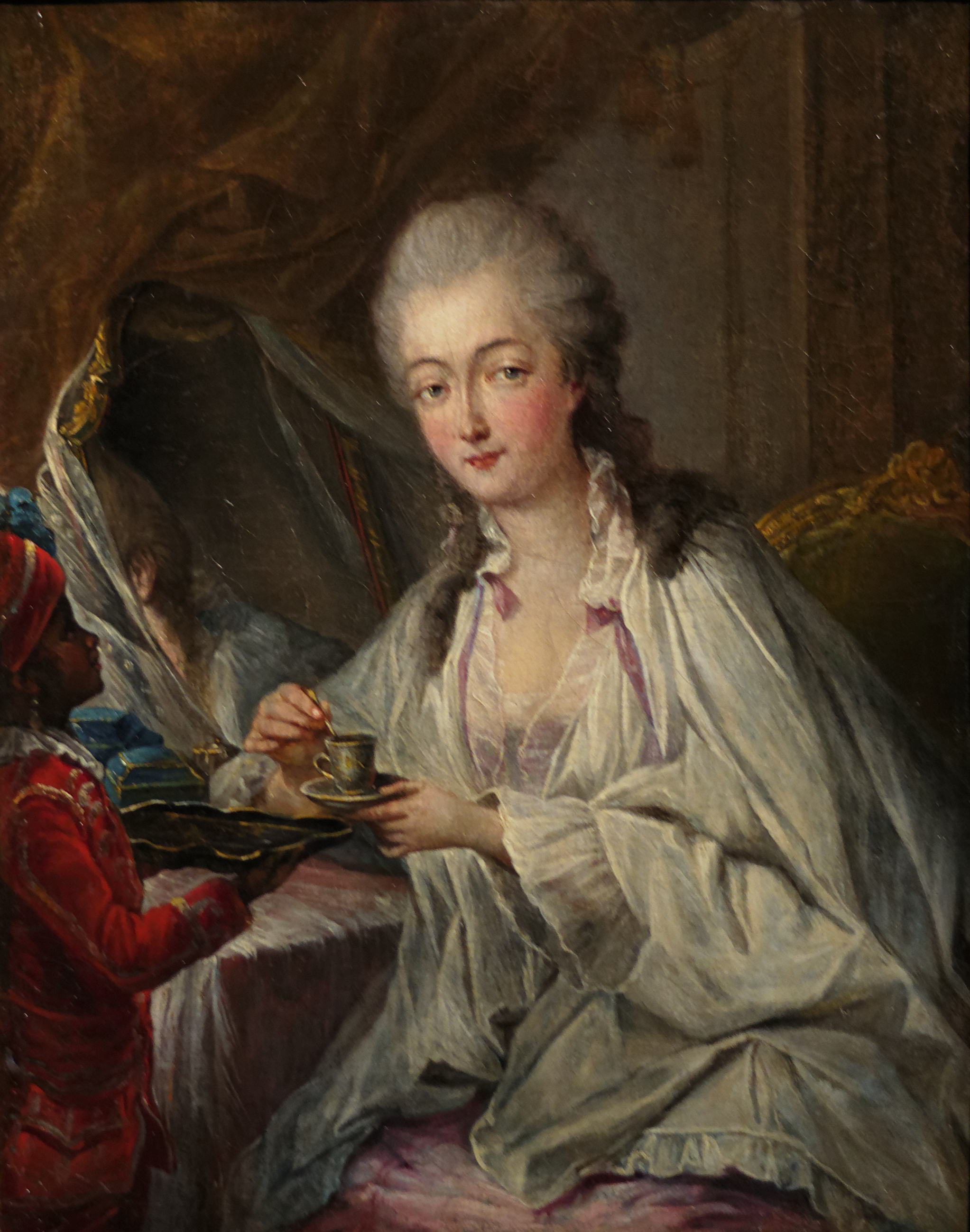
Madame du Barry servie par Zamor. Copie exécutée d'après un original de Jean-Baptiste André Gautier-Dagoty peint en 1775. Musée Calouste-Gulbenkian, Lisbonne.

Il est baptisé à l'église Notre-Dame de Versailles le 4 juillet 1772. Ses parrain et marraine sont Louis-François-Joseph de Bourbon-Conti et Madame du Barry. Il reçoit les prénoms de Louis-Benoît. Son patronyme d'emprunt fait référence à Zamore, l'un des personnages de la pièce de Voltaire Alzire ou les Américains.
La comtesse veille à son éducation. Instruit, Zamor prend goût à la littérature et apprécie tout particulièrement Jean-Jacques Rousseau. À l’avènement de Louis XVI, il partage la disgrâce de sa maîtresse, exilée à Meaux puis à Louveciennes.

Les témoignages contemporains dressent le portrait d'un être intelligent, espiègle mais foncièrement indépendant et rebelle à toute autorité : 

« Le deuxième objet de mon regard était Zamor, un jeune garçon africain, plein d’intelligence et de malice : simple et indépendant dans sa nature, pourtant sauvage comme son pays. Zamor se croyait l’égal de tous ceux qu’il rencontrait, à peine daignant reconnaître le roi lui-même comme son supérieur. »

Si la comtesse se prend d'affection pour son page, celui-ci devient « effronté et insolent » dans un milieu libertin. Il ne manifeste guère de gratitude et finit même par éprouver du ressentiment. En 1792, lorsqu'il témoigne contre son ancienne maîtresse devant le Tribunal révolutionnaire, il évoque ses années d’adolescence en termes amers : si la comtesse l'avait recueilli et élevé, c'était pour en faire son jouet ; elle permettait qu'on l'humilie, le raille et l'insulte.

### Révolution française
Dès le début, Zamor prend le parti de la Révolution française avec un autre domestique de Madame du Barry. Assidu aux réunions du Club des Jacobins, il se lie d'amitié avec George Grieve, qui a rencontré la comtesse à Londres. Par la suite, il devient membre du Comité de sûreté générale.
Zamor rédige des pamphlets accusant sa maîtresse d'avoir mené un train de vie dispendieux et de l'avoir traité en esclave. Il presse Grieve de les publier. De leur côté, les révolutionnaires soupçonnent des motivations politiques aux voyages répétés de Madame du Barry en Angleterre pour tenter d'y récupérer des bijoux volés. Apprenant la trahison de Zamor, elle le congédie. En réponse, Zamor la dénonce au Comité de salut public comme ayant comploté contre la Révolution et sympathisé avec l'aristocratie anglaise. Madame du Barry est incarcérée à la prison Sainte-Pélagie le 22 septembre 1793. Malgré une pétition des habitants de Louveciennes, elle est guillotinée le 8 décembre 1793. Zamor est emprisonné quelques jours plus tard par les girondins, qui l'accusent d'être jacobin et complice de Madame du Barry.

### Fin de vie

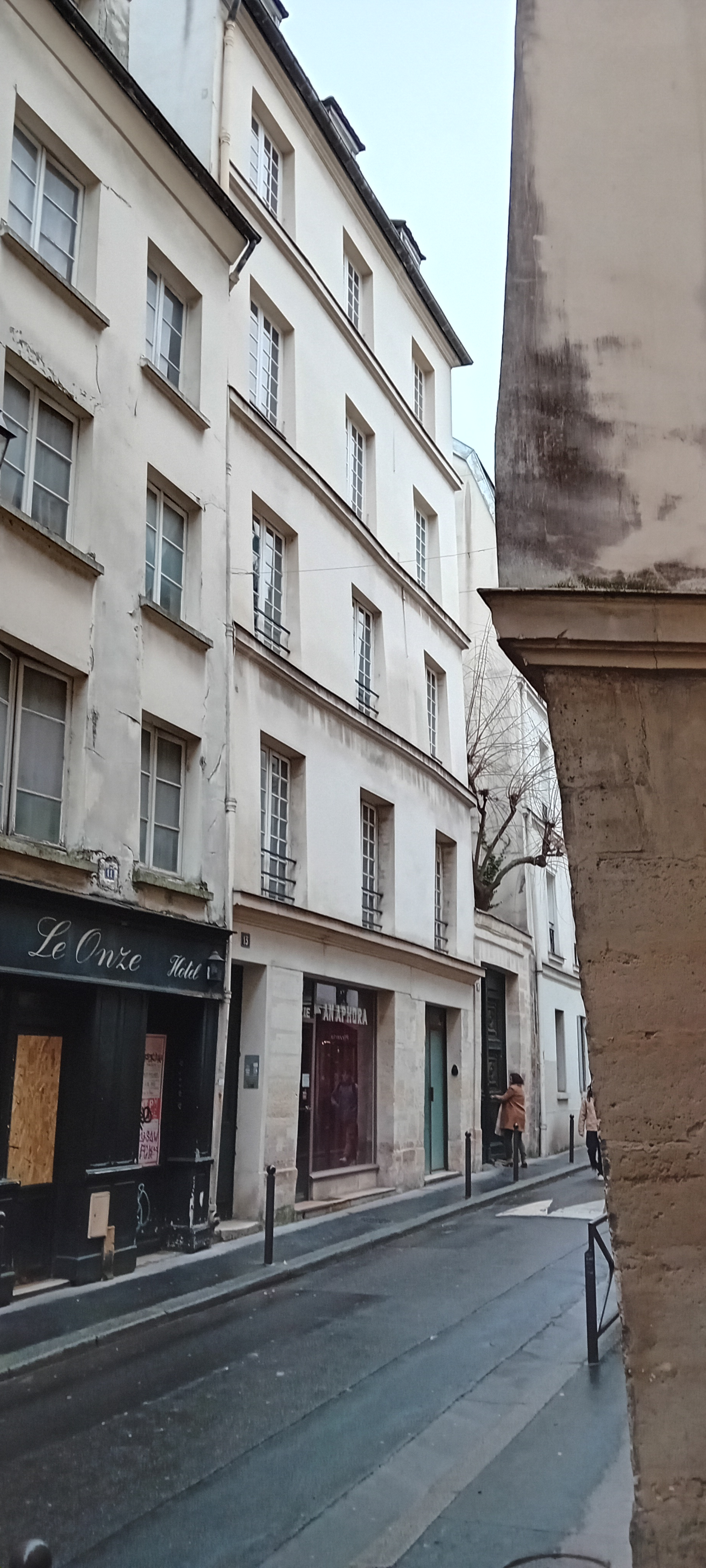
Immeuble 13, rue Maître-Albert (Paris).

Libéré, Zamor quitte la France. Selon Francois Louis Poumies de la Siboutie, en 1811 il donne des leçons d'écriture et joue du violon lors de soirées dansantes. Il ne revient qu'en 1815, après la chute de Napoléon Ier. Il s'installe à Paris au 9, rue Perdue (actuel 13, rue Maître-Albert), dans l'ancien 12e arrondissement, où il loue une chambre 60 francs par an. Il exerce le métier d'instituteur et bat ses élèves. 
Le 5 février 1820, il meurt en son domicile, célibataire, âgé de 58 ans. L'acte de décès n'a pas été reconstitué. Celui du 27 juillet 1820, conservé aux Archives de Paris, concerne un homonyme prénommé André demeurant rue des Filles-Saint-Thomas, mort la veille à l'hôpital Beaujon.
S'appuyant sur G. Lenotre, l'historien Jacques Levron écrit :

« Il vivait dans une petite chambre sordide, réprouvé et haï de tout le voisinage. Il mourut en 1820. On jeta son corps à la fosse commune. Personne ne suivit son enterrement. »

Il est inhumé à l'ancien cimetière de Vaugirard aujourd'hui disparu, avec pour seule oraison funèbre : « c'est Zamor, le nègre qui a trahi la du Barry ».
Après sa mort, on trouve dans sa chambre des portraits de Marat et de Robespierre.

## Dans la culture populaire
- Zamor, âgé de 12 ans, apparaît dans le roman Joseph Balsamo  d'Alexandre Dumas.
- Une bande dessinée de deux pages, La rue perdue, est publiée en 1978. Cette bande dessinée met en scène Gil Jourdan, un détective créé par Maurice Tillieux. En 1953, le détective Jourdan tente de découvrir pourquoi une fausse lame de guillotine est accrochée devant la porte d'un ami. Le responsable s'avère être un homme raciste obsédé par Madame du Barry, cherchant à venger sa mort à travers la vie de l'ami de Jourdan qui ressemble à Zamor. L'histoire se déroule dans la rue Maître-Albert, où Zamor résidait avant sa mort.
- En 2006 dans le film Marie Antoinette de Sofia Coppola, Madame du Barry (représentée par Asia Argento) est montrée en compagnie d'un garçon noir, qui représente probablement Zamor.
- Incarné par Ibrahim Yaffa (enfant) et Djibril Djimo (adolescent), Zamor est un personnage du film Jeanne du Barry de Maïwenn, présenté en ouverture du Festival de Cannes 2023.